# Mokhtar Ben Nacef
Mokhtar Ben Nacef (arabe : مختار بن ناصف), né le 4 septembre 1927 à Bizerte et mort le 24 août 2006, au Kram, est un footballeur tunisien devenu par la suite entraîneur.
Ben Nacef est le premier joueur tunisien à être professionnel dans le championnat de France de football. Il joue à Cannes puis Nice et entre dans la légende lors de la finale de la coupe de France 1954 contre Marseille : il sauve alors Nice grâce à un ciseau acrobatique à la suite d'un lob de Larbi Benbarek et remporte la coupe (victoire niçoise par 2-1). La photo de l'exploit a fait le tour des rédactions des journaux de France et d'Afrique du Nord. Il retourne dans son club d'origine à Bizerte à la veille de l'indépendance de la Tunisie. Il devient également le capitaine de la première sélection tunisienne. Il fait ensuite une carrière d'entraîneur et dirige l'équipe nationale tunisienne de 1964 à 1968. Il reste ensuite dans l'encadrement technique de la Fédération tunisienne de football.

## Joueur
- 1941-1947 : Club athlétique bizertin
- 1947-1952 : OGC Nice
- 1952-1953 : AS Cannes (division 2)
- 1953-1958 : OGC Nice
- 1958-1959 : Stade tunisien
- 1959-1961 : Union sportive monastirienne

## Entraîneur
- 1959-1961 : Union sportive monastirienne
- 1963-1964 :  Tunisie (entraîneur adjoint et entraîneur des espoirs)
- 1964-1968 :  Tunisie
- 1968-1970 : Club athlétique bizertin

## Palmarès
- International tunisien
- Champion de Tunisie 1945 et 1946
- Champion de France 1951 et 1952
- Vainqueur de la coupe de France 1954
- 67 matchs en division 1 et 10 matchs de coupe de France avec l'OGC Nice
- Finaliste de la CAN 1965 (entraîneur)